# بیندیا گوسوامی
بیندیا گوسوامی (به انگلیسی: Bindiya Goswami) (زاده ۸ اوت ۱۹۶۱) بازیگر هندی است.
از فیلم‌هایی که وی در آن نقش داشته است می‌توان به عظمت، دشمن حیات، مورانی قهرمان می‌شود، آشوب، ازدواج عاشقانه، رو در رو، آویناش، پلیس دزد و محدودیت اشاره کرد.